# Élection législative partielle de 1995 en Haute-Savoie
Une élection législative française partielle s'est déroulée les 17 et 24 septembre 1995 dans la 2e circonscription de Haute-Savoie.

## Résultats
| Candidat       | Candidat           | Parti          | Premier tour | Premier tour | Second tour | Second tour |  |
| Candidat       | Candidat           | Parti          | Voix         | %            | Voix        | %           |  |
| -------------- | ------------------ | -------------- | ------------ | ------------ | ----------- | ----------- |  |
|                | Bernard Bosson élu | UDF (CDS)      | 9 269        | 44,23        | 11 921      | 59,60       |  |
|                | Michel Bellon      | PS             | 3 928        | 18,75        | 8 080       | 40,40       |  |
|                | Jean-Luc Mesnage   | FN             | 2 904        | 13,86        |             |             |  |
|                | Marc Beaumont      | MPF            | 1 240        | 5,92         |             |             |  |
|                | Charles Denu       | Divers gauche  | 1 237        | 5,90         |             |             |  |
|                | Marc Lecourt       | Les Verts      | 1 057        | 5,04         |             |             |  |
|                | Raymond Vindret    | PCF            | 812          | 3,88         |             |             |  |
|                | Bruno Perrondin    | LO             | 507          | 2,42         |             |             |  |
|                |                    |                |              |              |             |             |  |
| Inscrits       | Inscrits           | Inscrits       | 71 971       | 100,00       | 71 941      | 100,00      |  |
| Abstentions    | Abstentions        | Abstentions    | 50 434       | 70,08        | 50 463      | 70,14       |  |
| Votants        | Votants            | Votants        | 21 537       | 29,92        | 21 478      | 29,86       |  |
| Blancs et nuls | Blancs et nuls     | Blancs et nuls | 583          | 2,71         | 1 477       | 6,88        |  |
| Exprimés       | Exprimés           | Exprimés       | 20 954       | 97,29        | 20 001      | 93,12       |  |